# Cis angustus
Cis angustus is een keversoort uit de familie houtzwamkevers (Ciidae). De wetenschappelijke naam van de soort werd in 1962 gepubliceerd door Hatch.